# Polyblastus bicingulatus
Polyblastus bicingulatus là một loài tò vò trong họ Ichneumonidae.